# 이지모
이지모(李祗瑁, 1986년 10월 30일 ~ )는 전 KBO 리그 두산 베어스의 투수이다. 개명 전 이름은 '이준휘'(李準輝)이다.

## 한국 프로야구 시절

### 롯데 자이언츠시절
2005년에 2차 5라운드(전체 33순위) 지명을 받아 입단했으며, 150km대의 강속구를 던졌다. 입단 이후 별 활약 없이 공익근무요원으로 복무를 마쳤으나, 소집 해제 후 허리 부상으로 방출되었다.

## 미국 프로야구 시절

### LA 다저스시절
이후 현재 이름으로 개명하고 이듬해 미국으로 건너가 LA 다저스 산하 마이너 리그 팀에서 잠시 활동했지만, 싱글 A에 머무르고 귀국했다.

## 한국 프로야구 복귀

### 롯데 자이언츠복귀
2012년에 재입단했다. 2012년에는 2군에서도 별 활약을 보여주지 못했지만, 2013년 퓨처스 리그에서 평균자책 0.56을 기록하자 1군에 첫 등록되었다. 2016년에 다시 방출되었다.

## 일본 독립야구 시절

### 무사시 히트 베어스시절
2016년 11월에 입단하였다.

## 한국 프로야구 복귀

### 두산 베어스시절
2017년 12월에 육성 선수로 입단하였다.

## 출신 학교
- 중앙초등학교(부산동래마린스리틀)
- 대동중학교
- 부산고등학교
- 영남사이버대학교